# 褚陶
褚陶（?—?），字季雅，孫吳至晉朝時期吳郡錢塘人。褚少孫的後裔。有文采，曾作《鷗鳥賦》、《水磑賦》。宛陵令嚴隱將他稱之為“褚先生（少孫）復出”。孫吳時期，州郡辟其做官，褚陶拒絕。孫吳滅亡後，晉朝朝廷征召其為尚書郎、建忠校尉。褚陶前往洛陽後受到張華接見，張華當著陸機的面表揚褚陶。後來褚陶又擔任九真太守，轉中尉。褚陶於五十五歲那年去世。褚陶曾為《褚氏家传》作註解。

## 延伸阅读
[在维基数据编辑]
 《晉書/卷092》，出自房玄齡《晉書》